# Coupe du monde féminine de rugby à XV
Cet article concerne la coupe du monde féminine. Pour la coupe masculine, voir Coupe du monde masculine de rugby à XV.
La Coupe du monde féminine de rugby à XV, officiellement appelée Coupe du monde de rugby depuis 2019, est une compétition internationale de rugby à XV. Depuis 1991, elle réunit tous les quatre ans les meilleures sélections nationales.

## Historique
Alors que l'Europe a organisé son premier tournoi international en 1988, l'histoire du mondial féminin trouve ses origines à Christchurch en 1990, quand la Nouvelle-Zélande organise le Women's World Rugby Festival, également appelé RugbyFest 1990, du 19 août au 1er septembre. Le tournoi est disputé par quatre nations (Nouvelle-Zélande, les États-Unis, les Pays-Bas et l'Union soviétique) ainsi que plusieurs équipes de provinces locales (Canterbury, Auckland, Wellington) ou étrangères (Belfast, Nagoya, Tokyo). Le statut du tournoi est incertain, certaines fédérations nationales le considérant comme officiel, d'autres non. Toutefois, et alors qu'elle n'a bénéficié d'aucun soutien institutionnel, la compétition pose les jalons d'une véritable compétition internationale et intercontinentale.
C'est en Angleterre que nait l'initiative d'une Coupe du monde en catégorie féminine. Les joueuses du Richmond FC décident de lancer le processus et cherchent une volontaire pour prendre l'organisation en mains, un rôle finalement occupé par Deborah Griffin.

### 1991: le combat de la première édition
Le projet est porté par quatre joueuses du Richmond FC : Susan Dorrington, Mary Forsyth, Alice Cooper et Deborah Griffin. Elles se lancent dans le projet en toute insouciance car elles n'ont pas la moindre idée des difficultés auxquelles elles vont devoir faire face.
Elle n'ont ni budget, ni soutiens et ont toutes un emploi à plein temps. Elles ne sont appuyées ni par la fédération anglaise ni par l'IRB (International Rugby Board, aujourd'hui World Rugby). Pire, l'IRB va convoquer Deborah Griffin pour exprimer son mécontentement : l'organisme n'accepte pas l'utilisation de l'intitulé « Coupe du monde » et estime que le logo utilisé ressemble trop à celui de l'édition masculine qui est également en cours d'organisation en Angleterre. En outre, l'IRB perçoit la compétition féminine comme une concurrente de l'édition masculine et avertit : la première ne doit pas impacter la seconde. Une inquiétude que Deborah Griffin ne comprendra jamais. Le logo est finalement modifié mais les organisatrices refusent d'abandonner l'appellation « Coupe du monde ».
Elles travaillent à leur projet au cours de réunions tenues le matin à 7 h, avant que chacune aille travailler. Étant membre de la fédération féminine, Deborah Griffin se charge surtout de la logistique, Mary Forsyth (qui est alors enceinte) est la comptable officieuse, Susan Dorrington cherche des sponsors tandis qu'Alice Cooper s'occupe de la communication.
À la recherche de partenaires commerciaux, elles vont souvent se voir opposer que le rugby féminin est « un sport qui se joue mais pas un sport qui se regarde ». La quête de sponsors est un fiasco mais les quatre jeunes femmes n'en démordent pas : la coupe du monde aura lieu. À défaut de sponsors, elles trouvent des partenaires qui vont fournir des aides sous forme de dotations : prêts de minibus, fourniture de ballons, nuitées d'hôtel, jusqu'à la fédération galloise, poussée par Vernon Pugh, qui va accepter de mettre ses arbitres à disposition.
La ville hôte est Cardiff, tout simplement car la municipalité soutient l'organisation de l'évènement : elle organise une cérémonie d'ouverture, un banquet de clôture, et surtout met l'Arms Park à disposition pour les demies et la finale. Toutes les autres rencontres sont accueillies par des clubs de l'agglomération.
Au bout du compte, douze nations répondent présent pour neuf jours de compétition. La France confirme sa participation quelques minutes avant le tirage au sort de la compétition, au mois de février. La scission avec le rugby masculin est telle que plusieurs équipes (Angleterre, France, Nouvelle-Zélande) ne sont pas autorisées à jouer avec leur emblème national sur le maillot.
La compétition génère un déficit de 36 000 £, dont 30 000 à payer à une agence de marketing qui n'a trouvé aucun sponsor. Mise sous pression médiatique, notamment par le Times qui parle de « responsabilité morale », la RFU va intervenir : elle informe l'agence marketing qu'elle ne sera pas payée et prend en charge les 6 000 £ restants. Susan Dorrington, Mary Forsyth, Alice Cooper et Deborah Griffin arrivent au bout de la compétition épuisées physiquement et mentalement.

### 1991 et 1994: les premières Coupes du monde
Ces deux premières éditions ne sont validées par l'IRB qu'en 2009.
Celle de 1991 se déroule à Cardiff, au pays de Galles avec douze pays invités. Les États-Unis remportent la compétition.
La Coupe du monde de 1994 se déroule à Édimbourg, en Écosse. Une sélection d’étudiantes écossaises est invitée à participer à la compétition pour pallier le forfait de l'équipe d'Espagne et garder le nombre de douze formations. L'Angleterre remporte la compétition.

### De 1998 à 2022: domination néo-zélandaise
La Coupe du monde de 1998 est la première à être officiellement reconnue par la Fédération internationale de rugby (IRB). Elle se joue à Amsterdam, aux Pays-Bas. La Nouvelle-Zélande remporte la compétition. 
La Coupe du monde de 2002 se déroule à Barcelone, en Espagne. La Nouvelle-Zélande remporte la compétition. 
La Coupe du monde de 2006 se tient à Edmonton, au Canada. La Nouvelle-Zélande remporte la compétition. 

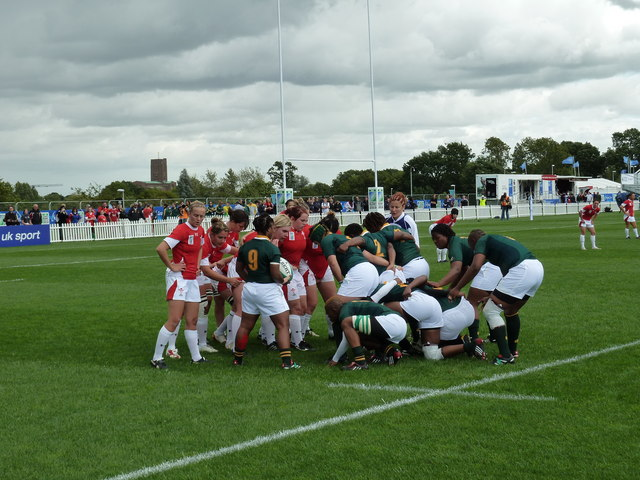
Rencontre entre le pays de Galles et l'Afrique du Sud lors de la Coupe du monde 2010, en Angleterre.

La Coupe du monde de 2010 est organisée à Londres, en Angleterre. La Nouvelle-Zélande remporte la compétition. 
La Coupe du monde de 2014 se déroule à Paris en France. L'Angleterre remporte la compétition.
La Coupe du monde de 2017 se déroule à Belfast en Irlande du Nord et à Dublin en république d'Irlande. La Nouvelle-Zélande remporte la compétition. 
Dans le cadre de la neuvième édition, la compétition a lieu pour la première fois dans l'hémisphère Sud, à Auckland et Whangarei, en Nouvelle-Zélande. En raison de la pandémie de Covid-19, le choix des dates (initialement du 18 septembre au 16 octobre 2021) est modifié, la compétition étant reportée à 2022 (du 8 octobre au 12 novembre).

### 2025: élargissement à seize
La Coupe du monde de 2025 connaît un élargissement avec seize équipes participantes contre douze auparavant.

## Palmarès
| 1991 | 12 | Pays de Galles   | États-Unis           | 19 − 6         | Angleterre     | [ Note 2 ]     | [ Note 2 ]     | [ Note 2 ]     |
| 1994 | 12 | Écosse           | Angleterre (1)       | 38 – 23        | États-Unis     | France         | 27 − 0         | Pays de Galles |
| 1998 | 16 | Pays-Bas         | Nouvelle-Zélande (1) | 44 – 12        | États-Unis     | Angleterre     | 31 – 15        | Canada         |
| 2002 | 16 | Espagne          | Nouvelle-Zélande (2) | 19 − 9         | Angleterre     | France         | 41 − 7         | Canada         |
| 2006 | 12 | Canada           | Nouvelle-Zélande (3) | 25 – 17        | Angleterre     | France         | 17 − 8         | Canada         |
| 2010 | 12 | Angleterre       | Nouvelle-Zélande (4) | 13 – 10        | Angleterre     | Australie      | 22 − 8         | France         |
| 2014 | 12 | France           | Angleterre (2)       | 21 − 9         | Canada         | France         | 25 − 18        | Irlande        |
| 2017 | 12 | Irlande          | Nouvelle-Zélande (5) | 41 – 32        | Angleterre     | France         | 31 – 23        | États-Unis     |
| 2021 | 12 | Nouvelle-Zélande | Nouvelle-Zélande (6) | 34 – 31        | Angleterre     | France         | 36 – 0         | Canada         |
| 2025 | 16 | Angleterre       | Édition future       | Édition future | Édition future | Édition future | Édition future | Édition future |
| 2029 | 16 | Australie        | Édition future       | Édition future | Édition future | Édition future | Édition future | Édition future |
| 2033 | 16 | États-Unis       | Édition future       | Édition future | Édition future | Édition future | Édition future | Édition future |

## Bilan par nation
| Sélections            | Nb part.          | 1991         | 1994 | 1998 | 2002 | 2006 | 2010 | 2014 | 2017 | 2021            | 2025 |
| --------------------- | ----------------- | ------------ | ---- | ---- | ---- | ---- | ---- | ---- | ---- | --------------- | ---- |
| Nombre de nations     | Nombre de nations | 12           | 12   | 16   | 16   | 12   | 12   | 12   | 12   | 12              | 16   |
| Nouvelle-Zélande      | 9                 | Demie        | Non  | 1re  | 1re  | 1re  | 1re  | 5e   | 1re  | 1re             | Q    |
| Angleterre            | 10                | 2e           | 1re  | 3e   | 2e   | 2e   | 2e   | 1re  | 2e   | 2e              | Q    |
| États-Unis            | 10                | 1ers         | 2es  | 2es  | 7es  | 5es  | 5es  | 6es  | 4es  | quart de finale | Q    |
| Canada                | 10                | 2e de poule  | 6e   | 4e   | 4e   | 4e   | 6e   | 2e   | 5e   | 4e              | Q    |
| France                | 10                | Demie        | 3e   | 8e   | 3e   | 3e   | 4e   | 3e   | 3e   | 3e              | Q    |
| Australie             | 8                 | Non          | Non  | 5e   | 5e   | 7e   | 3e   | 7e   | 6e   | quart de finale | Q    |
| Pays de Galles        | 9                 | 3e de poule  | 4e   | 11e  | 10e  | Non  | 9e   | 8e   | 7e   | quart de finale | q    |
| Irlande               | 8                 | Non          | 7e   | 10e  | 13e  | 8e   | 7e   | 4e   | 8e   | Non             | Q    |
| Écosse                | 7                 | Non          | 5e   | 6e   | 6e   | 6e   | 8e   | Non  | Non  | 4e de poule     | Q    |
| Espagne               | 7                 | 2e de poule  | Non  | 7e   | 8e   | 9e   | Non  | 9e   | 10e  | Non             | q    |
| Italie                | 6                 | 3e de poule  | Non  | 12e  | 12e  | Non  | Non  | Non  | 9e   | quart de finale | Q    |
| Japon                 | 6                 | 3e de poule  | 8e   | Non  | 14e  | Non  | Non  | Non  | 11e  | 4e de poule     | q    |
| Kazakhstan            | 6                 | Non          | 9e   | 9e   | 11e  | 11e  | 11e  | 12e  | Non  | Non             | Non  |
| Samoa                 | 4                 | Non          | Non  | Non  | 9es  | 10es | Non  | 11es | Non  | Non             | q    |
| Afrique du Sud        | 5                 | Non          | Non  | Non  | Non  | 12e  | 10e  | 10e  | Non  | 4e de poule     | q    |
| Suède                 | 4                 | 2e de poule  | 10e  | 15e  | Non  | Non  | 12e  | Non  | Non  | Non             | Non  |
| URSS / Russie         | 3                 | 3e de poule  | 11e  | 16e  | Non  | Non  | Non  | Non  | Non  | Non             | Non  |
| Hong Kong             | 1                 | Non          | Non  | Non  | Non  | Non  | Non  | Non  | 12e  | Non             | Non  |
| Étudiantes écossaises | 1                 | Non          | 12es | Non  | Non  | Non  | Non  | Non  | Non  | Non             | Non  |
| Pays-Bas              | 3                 | 2es de poule | Non  | 13es | 15es | Non  | Non  | Non  | Non  | Non             | Non  |
| Allemagne             | 2                 | Non          | Non  | 14e  | 16e  | Non  | Non  | Non  | Non  | Non             | Non  |
| Fidji                 | 2                 | Non          | Non  | Non  | Non  | Non  | Non  | Non  | Non  | 3es de poule    | q    |
| Brésil                | 1                 | Non          | Non  | Non  | Non  | Non  | Non  | Non  | Non  | Non             | q    |

## Identité

### Trophée
Dans l'optique de la Coupe du monde 2025, un nouveau trophée est créé

### Identité visuelle et dénomination
World Rugby annonce le 21 août 2019 la parité dans l'appellation des Coupes du monde masculine et féminine ; les deux compétitions sont alors désignées en tant que Coupe du monde de rugby, sans évoquer la catégorie dans leur intitulé.
La compétition adopte une nouvelle identité visuelle générique après la Coupe du monde 2023, déclinée pour la première fois en vue de la Coupe du monde 2025 et basée sur la forme ovale d'un ballon de rugby. Par ailleurs, le visuel par édition souligne désormais la catégorie de genre, autant pour la compétition masculine que féminine.

Évolution du logo
Logo générique instauré après la Coupe du monde 2015.
Logo générique instauré après la Coupe du monde 2023.

## Statistiques
- En finale de Coupe du monde, l'affiche Angleterre - Nouvelle-Zélande est la plus commune (cinq fois en neuf éditions), et a toujours été remportée par cette dernière (en 2002, 2006, 2010, 2017 et 2021[Note 3]).
- Les Black Ferns possèdent le plus grand nombre de victoires en Coupe du monde de rugby féminin (six en 1998, 2002, 2006, 2010, 2017 et 2021).
- Les Françaises ont obtenu 7 fois la médaille de bronze depuis la première édition du mondial féminin (1991, 1994, 2002, 2006, 2014, 2017 et 2021).
- Onze essais sont inscrits lors des finales de 2017 et 2021.